# Jorge Ben Jor
Jorge Duílio Lima Meneses (Rio de Janeiro, 22 maart 1945) is een Braziliaanse zanger en componist die bekend is als Jorge Ben Jor.
Zijn eerste artiestennaam was Jorge Ben naar de naam van zijn moeder, die van Ethiopische origine was. In 1989 veranderde hij zijn naam in Jorge Benjor en kort daarna in Jorge Ben Jor  Dit zou een reactie zijn op een incident waarbij een deel van zijn royalty's per ongeluk naar de Amerikaanse jazzgitarist George Benson ging. Tot zijn bekendste composities behoren Mas Que Nada, País Tropical, Fio Maravilha, Taj Mahal, O Telefone Tocou Novamente, Oba, Lá Vem Ela en Que Pena. Van Taj Mahal wordt door onder andere Jorge Ben Jor zelf gezegd dat Rod Stewart de melodie van het refrein heeft gebruikt voor zijn hit Da Ya Think I'm Sexy?

## Discografie
- 1963 - Samba Esquema Novo
- 1964 - Sacudin Ben Samba
- 1964 - Ben É Samba Bom
- 1965 - Big Ben
- 1967 - O Bidú - Silêncio No Brooklin
- 1969 - Jorge Ben
- 1970 - Força Bruta
- 1971 - Negro É Lindo
- 1972 - Ben
- 1973 - Jorge Ben - 10 Anos Depois
- 1974 - A Tábua de Esmeralda
- 1975 - Gil & Jorge - Ogum - Xangô
- 1975 - Jorge Ben À L'Olympia
- 1975 - Solta O Pavão
- 1976 - África Brasil
- 1977 - Tropical
- 1978 - A Banda do Zé Pretinho
- 1979 - Salve Simpatia
- 1980 - Alô, Alô, Como Vai?
- 1981 - Bem-vinda Amizade
- 1984 - Dádiva
- 1985 - Sonsual
- 1986 - Ben Brasil
- 1989 - Ben Jor
- 1992 - Live In Rio
- 1993 - 23
- 1995 - Ben World Dance
- 1995 - Homo Sapiens
- 1997 - Músicas Para Tocar Em Elevador
- 2002 - Acústico MTV
- 2004 - Reactivus Amor Est - Turba Philosophorum
- 2007 - Recuerdos de Asunción 443